# Asellus ezoensis
Asellus ezoensis är en kräftdjursart som beskrevs av Matsumoto 1962. Asellus ezoensis ingår i släktet Asellus och familjen sötvattensgråsuggor. Inga underarter finns listade i Catalogue of Life.